# Asperö
Asperö é uma ilha do Arquipélago do Sul de Gotemburgo, no estreito de Categate. É a menor ilha do arquipélago, com população de umas 450 pessoas. Está ligada por uma linha de balsas a Saltholmen, na terra firme. Não há automóveis na ilha.